# Cerapachys besucheti
Cerapachys besucheti är en myrart som beskrevs av Brown 1975. Cerapachys besucheti ingår i släktet Cerapachys och familjen myror. Inga underarter finns listade.